# Teresa Brewer
Teresa Brewer, född Theresa Breuer den 7 maj 1931 i Toledo, Ohio, död 17 oktober 2007 i New Rochelle, New York, var en amerikansk populär- och jazzsångerska. Brewer hade framgångar med sånger som "Music! Music! Music!" (som kom att bli hennes signaturmelodi), "Choo'n Gum", "Molasses, Molasses", "Longing for You", "Till I Waltz Again with You", "Mutual Admiration Society", "A Sweet Old Fashioned Girl", "Have You Ever Been Lonely?" och "Milord".
Brewer medverkade 1953 i musikalfilmen Those Redheads from Seattle.

## Diskografi i urval

### Singlar i urval
- 1949 - "Copper Canyon"
- 1950 - "Music! Music! Music!"
- 1950 - "Choo'n Gum"
- 1951 - "A Penny a Kiss, A Penny a Hug"
- 1951 - "Let's Have a Party"
- 1951 - "Longing for You"
- 1952 - "Sing Sing Sing"
- 1952 - "Till I Waltz Again with You"
- 1953 - "Dancin' with Someone (Longin' for You)"
- 1954 - "Jilted"
- 1954 - "Let Me Go, Lover"
- 1955 - "I Gotta Go Get My Baby"
- 1956 - "A Good Man Is Hard to Find"
- 1956 - "A Sweet Old Fashioned Girl"
- 1957 - "I'm Drowning My Sorrows"
- 1957 - "You Send Me"
- 1958 - "Lost a Little Puppy"
- 1959 - "The One Rose (That's Left in My Heart)"
- 1960 - "Peace of Mind"
- 1961 - "Older and Wiser"
- 1962 - "Another"
- 1963 - "She'll Never, Never Love You (Like I Do)"
- 1964 - "I Hear the Angels Singing"
- 1965 - "Goldfinger"